# Matthias Dischler
Rolf Matthias Dischler (* 8. Juli 1956) ist ein deutscher Basketballfunktionär.

## Leben
Dischler spielte bis zum 23. Lebensjahr Basketball, ehe er nach einer Verletzung aufhörte. Er studierte in Heidelberg Rechtswissenschaften, nach Auslandsaufenthalten in England und Mexiko eröffnete er 1987 in Karlsruhe eine Anwaltskanzlei. Ab Ende der 1980er Jahre engagierte er sich in verschiedenen Funktionärstätigkeiten bei der BG Karlsruhe beziehungsweise dessen Vorgängerverein, unter anderem lange Jahre als Manager. In seine Amtszeit fielen unter anderem der Zweitligaaufstieg 1995 und der Aufstieg in die Basketball-Bundesliga im Jahr 2003. Im Oktober 2004 machte ein Streit zwischen Dischler und Diethelm Tacke, dem Vorstandsvorsitzenden des damaligen Namenssponsors Iceline, Schlagzeilen. Tacke warf Dischler unter anderem „unprofessionelles Auftreten“ vor und forderte dessen Rücktritt. Im Dezember 2004 kam es zur Trennung zwischen der BG Karlsruhe und dem Unternehmen Iceline, Dischlers Vertrag als Geschäftsführer bei der BG wurde verlängert. „Matthias Dischler, Manager, Präsident und Besitzer des Vereins, hat den Basketball in Karlsruhe aufgebaut“, schätzte der Der Tagesspiegel im März 2007 die Bedeutung Dischlers für den Karlsruher Basketball ein.
Im April 2008 trat Dischler als Geschäftsführer der BG Karlsruhe Basketball GmbH (Betreibergesellschaft der Profimannschaft) zurück, saß aber weiterhin im Wirtschaftsausschuss der Gesellschaft. Von Juli 2009 bis Juni 2013 war er dann abermals Geschäftsführer der GmbH.
Im Frühjahr 2015 wurde Dischler als Nachfolger von Torsten Daume wiederum Geschäftsführer der BG Karlsruhe Basketball GmbH, gegen die im September 2018 ein Insolvenzverfahren eingeleitet wurde. Die Mannschaft war bis zur Saison 2018/19 bis in die 2. Regionalliga abgestürzt und spielte mittlerweile unter dem Dach des neugegründeten BG Karlsruhe Basketball Youngstars e.V., wo sich Dischler ebenfalls in der Vereinsarbeit engagierte und im Laufe der Saison 2018/19 auch das Traineramt übernahm.